# Cheia, Cluj
Cheia, în trecut Mischiu (în maghiară Mészkő), este un sat în comuna Mihai Viteazu din județul Cluj, Transilvania, România.

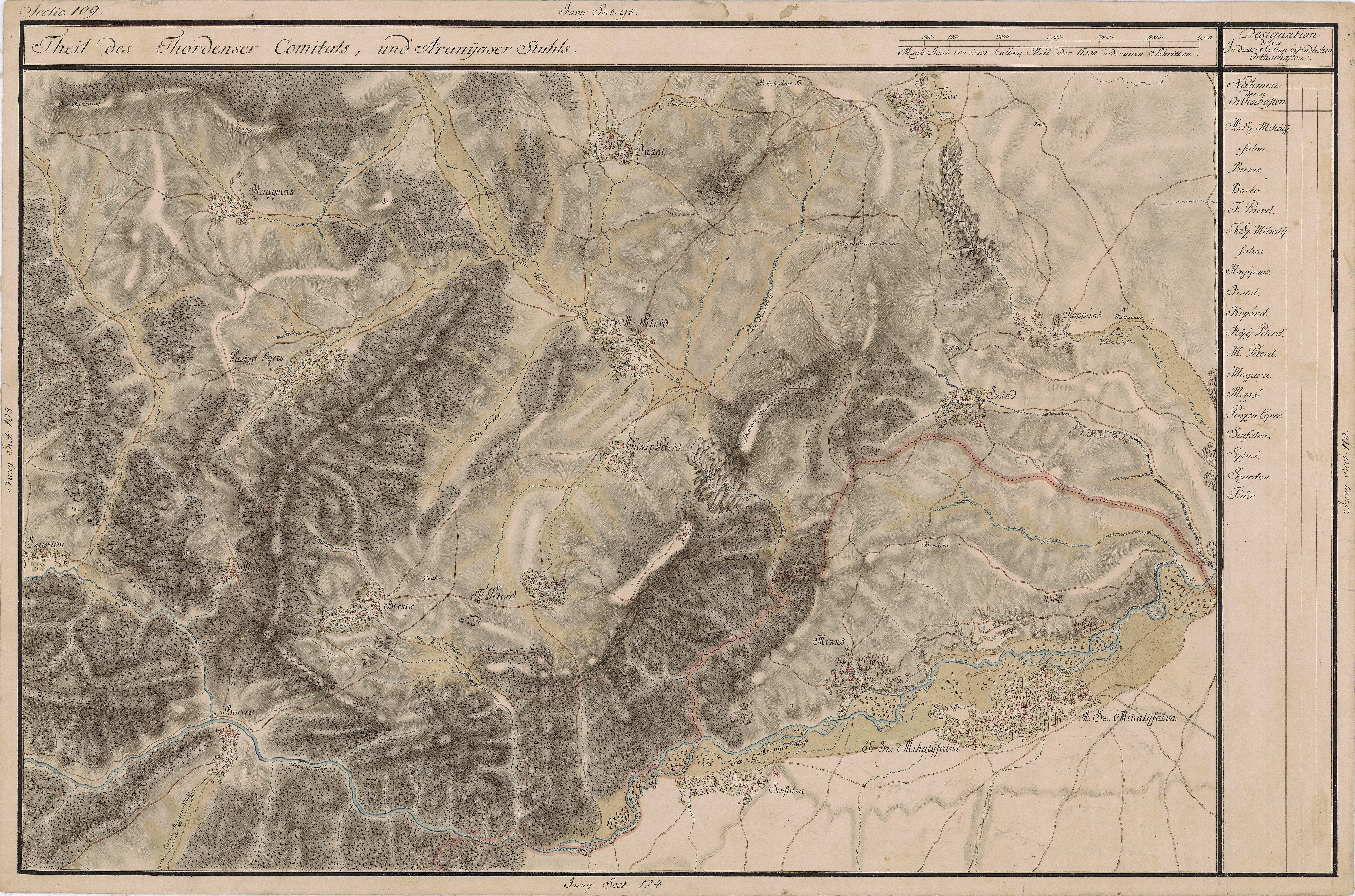
Cheia (Mészkő) pe Harta Iosefină a Transilvaniei, 1769-1773 (Sectio 109)

## Istoric
În punctul „Piatra Tăiată“ (în maghiară Vágottkő) (monument istoric situat în apropiere de "Izvorul Romanilor"; coordonatele izvorului: 46°35'28"N 23°42'41"E) se afla în perioada romană principala carieră a orașului și a castrului roman Potaissa. În secolul al XIX-lea, când urmele exploatărilor romane mai erau vizibile, s-au făcut observații detaliate privind tehnicile de desprindere a blocurilor de calcar și de avansare în masiv. 
Din carieră a fost transportată la biserica din satul Cheia o coloană înaltă de 1,5 m și cu diametrul de 0,34 m. 
În carieră și în împrejurimile sale s-au descoperit țigle, chei, opaițe, fragmente ceramice și mai multe monede (o tetradrahmă, un denar din timpul împăratului roman Domițian, un denar din vremea lui Macrinus și alte două monede). Descoperirile indică existența unei așezări și în preajma carierei romane de calcar.
Pe Harta Iosefină a Transilvaniei din 1769-1773 (Sectio 109) apare sub numele de Mészkő. La sud-est de sat pe hartă este marcat prin semnul π locul public de pedepsire a delicvenților în perioada medievală.
Până în anul 1876 localitatea Cheia a aparținut Scaunului Secuiesc al Arieșului.

## Monumente
Următoarele obiective au fost înscrise pe Lista monumentelor istorice din județul Cluj, elaborată de Ministerul Culturii din România în anul 2015:
- Așezarea romană pe malul stâng al Arieșului (cod LMI CJ-I-s-A-07002)
- Biserica Unitariană (cod LMI CJ-II-m-B-07558)

## Geografie

### Relief
Teritoriul satului Cheia se află pe malul stâng al râului Arieș, delimitat la nord de Cheile Turzii, la vest de cariera de ghips, la sud de râul Arieș și la est de pârâul Kurta.
Forma predominantă de relief este reprezentată de dealuri relativ înalte (Dealul Lupilor, 574 m), ce coboară brusc spre Cheile Turzii în valea Hasdate și devin mai domoli cu versanții sud-estici spre satul Cheia și valea Arieșului.
Zona este puțin frământată și prezintă pe alocuri alunecări de teren în apropierea carierei de gips, unde se află o folie pe direcția S-V spre N-E.

### Date hidrologice
Din punct de vedere hidrografic, teritoriul aparține râului Arieș, ce colectează toate apele din zonă. Acestea au debite variabile în cursul anului, apele freatice aflându-se la adâncime de 1–3 m pe văile largi și de la adâncimi mai mici pe restul văilor. Pe versanți, adâncimea apei freatice este în jur de 10 m.

### Climă
Climatul teritoriului Cheia este caracterizat ca fiind de tip boreal, cu ierni aspre și veri nu prea călduroase. Cantitatea de precipitații și repartizarea lor satisface și chiar depășește necesitatea medie de apă a plantelor de cultură.
Temperatura medie anuală este de 10,2°C, iar cantitatea de precipitații de 500 mm.

### Vegetație
Teritoriul satului Cheia se află într-o zonă de pășune și fâneață. Ca specii cultivate se întâlnesc pomi fructiferi ce au corelații bune în zonă (cireș, vișin, păr, măr), viță-de-vie pe versanții însoriți și, mai puțin, culturi de porumb, grâu, secară, orz sau cartofi.

## Lăcașuri de cult
- Biserica Unitariană, din secolul al XVIII-lea (1783), renovată în anul 1931. Biserica este înscrisă pe lista monumentelor istorice din județul Cluj (2010).
- Biserica Ortodoxă, construită în 1925.
- Biserica de lemn din Cheia

## Obiective turistice
- Lacul format pe gips (tip de lac extrem de rar în România).

## Economie
În zonă au loc exploatări de gips și alabastru.